# Habenaria aberrans
Habenaria aberrans är en orkidéart som beskrevs av Rudolf Schlechter. Habenaria aberrans ingår i släktet Habenaria och familjen orkidéer. Inga underarter finns listade i Catalogue of Life.